# Didier Ndong
Didier Ibrahim Ndong (ur. 17 czerwca 1994 w Lambaréné) – gaboński piłkarz występujący na pozycji pomocnika w saudyjskim klubie Al-Riyadh SC oraz w reprezentacji Gabonu.

## Kariera klubowa
Swoją karierę piłkarską rozpoczął w klubie Cercle Mbéri Sportif. W sezonie 2011/2012 zadebiutował w jego barwach w gabońskiej pierwszej lidze. W trakcie sezonu odszedł do tunezyjskiego klubu Club Sportif Sfaxien. Swój debiut w nim zaliczył 26 września 2012 w wygranym 1:0 wyjazdowym meczu z JS Kairouan. W sezonie 2011/2012 wywalczył tytuł mistrza Tunezji. W 2013 roku zdobył Afrykański Puchar Konfederacji. W styczniu 2015 roku Ndong przeszedł do FC Lorient. Zadebiutował w nim 7 lutego 2015 w wygranym 3:1 wyjazdowym meczu ze Stade de Reims.

## Kariera reprezentacyjna
W reprezentacji Gabonu zadebiutował 14 listopada 2012 w zremisowanym 2:2 towarzyskim meczu z Portugalią, rozegranym w Libreville. W 2015 roku został powołany do kadry na Puchar Narodów Afryki 2015. Rozegrał na nim trzy mecze: z Gwineą Równikową (0:2), z Kongiem (0:1) i z Burkina Faso (2:0).

## Statystyki kariery
| Sezon   | Klub                 | Kraj    | Rozgrywki            | Mecze | Gole |
| ------- | -------------------- | ------- | -------------------- | ----- | ---- |
| 2011/12 | Cercle Mbéri Sportif | Gabon   | Championnat National | ?     | ?    |
| 2012/13 | CS Sfaxien           | Tunezja | CLP-1                | 1     | 0    |
| 2012/13 | CS Sfaxien           | Tunezja | CLP-1                | 18    | 1    |
| 2013/14 | CS Sfaxien           | Tunezja | CLP-1                | 16    | 1    |
| 2014/15 | CS Sfaxien           | Tunezja | CLP-1                | 5     | 0    |
| 2014/15 | FC Lorient           | Francja | Ligue 1              | 12    | 0    |
| 2015/16 | FC Lorient           | Francja | Ligue 1              | 38    | 2    |
| 2016/17 | FC Lorient           | Francja | Ligue 1              | 2     | 0    |
| 2016/17 | Sunderland           | Anglia  | Premier League       | 30    | 1    |
| 2017/18 | Sunderland           | Anglia  | Premier League       | 18    | 0    |